# Perissopus oblongus
Perissopus oblongus är en kräftdjursart som först beskrevs av C. B. Wilson 1908.  Perissopus oblongus ingår i släktet Perissopus och familjen Pandaridae. Inga underarter finns listade i Catalogue of Life.